# HD 119445
HD 119445，又名BD+42 2431，SAO 44720、HR 5160，是一颗恒星，视星等为6.3，位于銀經90.49，銀緯72.09，其B1900.0坐标为赤經13h 38m 13.1s，赤緯+42° 72.09′ 41″。